# 深圳大学文化产业研究院
深圳大学文化产业研究院创建于2009年5月，是深圳大学相对独立的科研机构，主要研究方向有艺术理论与文化创新、艺术史与文化传承、艺术管理与文化创意等。

## 历史沿革
- 2008年，5月，深圳大学首次成为中国（深圳）国际文化产业博览交易会的分会场[1]，此后开始每年承办深圳文博会分会场。
- 2009年，5月，深圳大学创立文化产业研究院，时任深圳大学副校长李凤亮教授出任院长[2]。
- 2010年，11月，深圳市文化创意产业研究基地在深圳大学落户[2]。
- 2013年，11月，文化部批复深圳大学筹建“国家文化创新研究中心”[3]。
- 2018年，10月，由深圳大学发起，粤港澳大湾区相关文化研究机构共同组建的粤港澳大湾区文化创新研究联盟揭牌成立[4]。
- 2020年，11月，深圳大学与深圳市设计与艺术联盟共同发起成立的深圳大学艺术与科技跨界创新实验室揭牌成立[5]。
- 2022年，8月，依托文化产业研究院组建的深圳大学文化数字化与文化创新性发展重点实验室，被批准为广东省哲学社会科学重点实验室[6]。

## 管理团队
| 创院院长 - 李凤亮 | 院长 - 周建新 | 副院长 - 张振鹏 | 副院长 - 胡鹏林 |

## 学术科研

### 学科设置
截至2023年，文化产业研究院共有以下研究生学位授权点：
- 学术型硕士学位授权点：艺术学（挂靠在艺术学部，划分艺术理论、艺术史、艺术管理三个方向）
- 博士学位授权点：理论经济学（挂靠在经济学院，制度创新与文化创意经济方向）、中国语言文学（挂靠在人文学院，文化产业与文化创新方向）
- 博士后流动站：理论经济学（挂靠在经济学院，制度创新与文化产业方向）

### 内设部门
- 学术研究部
- 项目发展部
- 学科建设部
- 教育培训部
- 信息出版部
- 综合部

### 研究机构
- 创意产业策划与管理研究中心
- 文化政策研究中心
- 区域文化产业研究中心
- 文化品牌战略研究中心
- 艺术品鉴定与修复研究中心

## 知名学者
- 李凤亮：文艺理论学者，中组部“万人计划”哲学社会科学领军人才，中宣部全国文化名家暨“四个一批”人才，华南农业大学党委书记、教授，深圳大学文化产业研究院创院院长[7]。
- 周建新：客家文化学者，国家社会科学基金重大项目首席专家，新世纪百千万人才工程人选，深圳大学文化产业研究院院长[8]。
- 李新风：中国非物质文化遗产学者，深圳大学文化产业研究院特聘教授，曾任中国艺术研究院研究生院党委书记、副院长[9]。